# Saint-Sylvain (Seine-Maritime)
Pour les articles homonymes, voir Saint-Sylvain.
Saint-Sylvain est une commune française située dans le département de la Seine-Maritime en région Normandie.

## Géographie

### Description
Saint-Sylvain est un village rural, perché sur les falaises du pays de Caux, limitrophe de Saint-Valery-en-Caux et de la centrale nucléaire de Paluel. Sa population est essentiellement constituée d'agriculteurs et d'employés d'EDF.
Il est desservi par le tracé initial de l'ancienne route nationale 25 (actuelle RD 025).

### Communes limitrophes
|        | Manche                  | Ingouville |
| Paluel | Saint-Sylvain           | Ingouville |
|        | Saint-Riquier-ès-Plains | Ingouville |

### Hydrographie
La commune est située dans le bassin Seine-Normandie. Elle n'est drainée par aucun cours d'eau,.

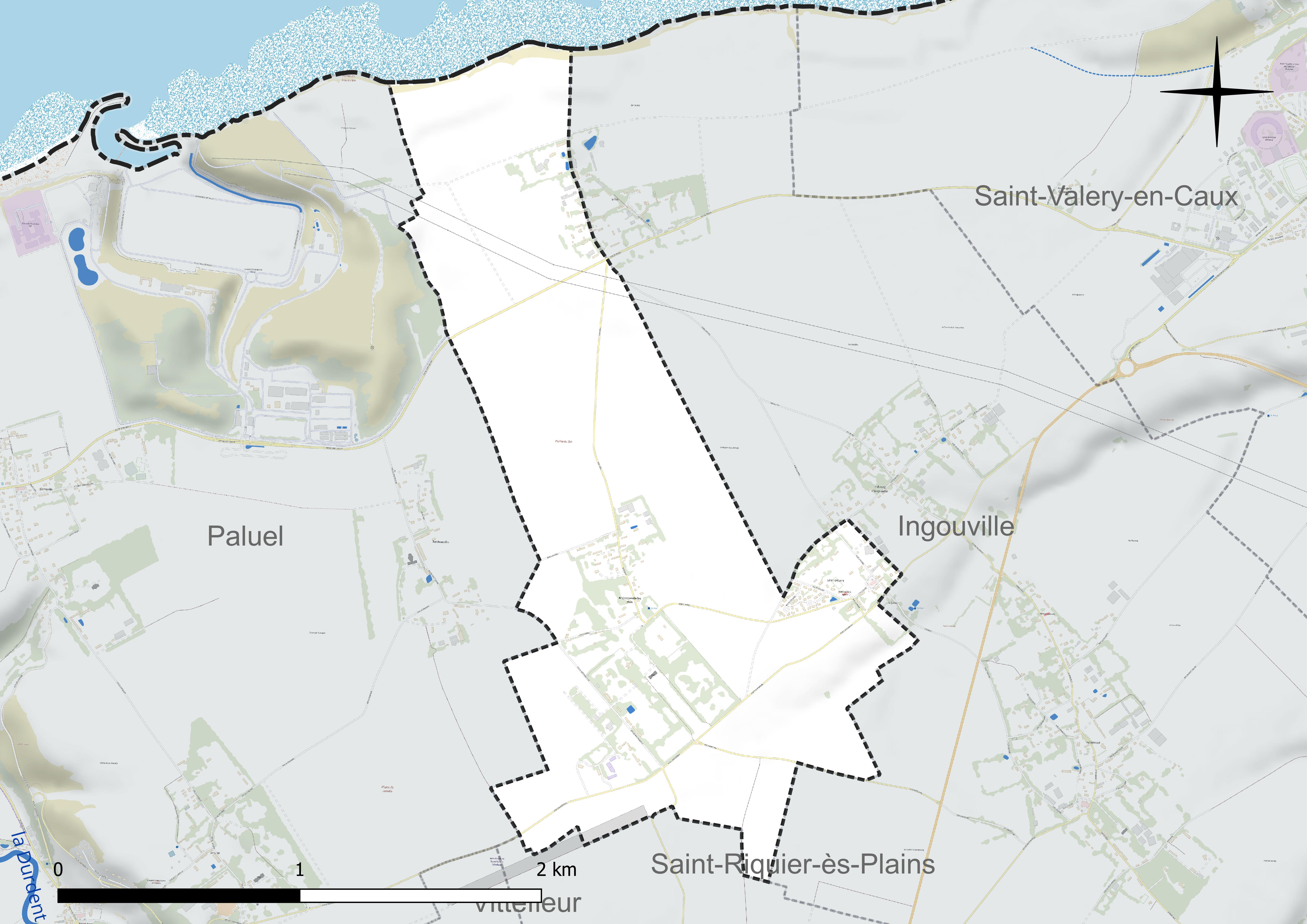
Réseau hydrographique de Saint-Sylvain.

### Climat
Pour des articles plus généraux, voir Climat de la Normandie et Climat de la Seine-Maritime.
En 2010, le climat de la commune est de type climat océanique franc, selon une étude du CNRS s'appuyant sur une série de données couvrant la période 1971-2000. En 2020, Météo-France publie une typologie des climats de la France métropolitaine dans laquelle la commune est exposée à un climat océanique et est dans la région climatique Côtes de la Manche orientale, caractérisée par un faible ensoleillement (1 550 h/an) ; forte humidité de l’air (plus de 20 h/jour avec humidité relative > 80 % en hiver), vents forts fréquents. Parallèlement le GIEC normand, un groupe régional d’experts sur le climat, différencie quant à lui, dans une étude de 2020, trois grands types de climats pour la région Normandie, nuancés à une échelle plus fine par les facteurs géographiques locaux. La commune est, selon ce zonage, exposée à un « climat maritime », correspondant au Pays de Caux, frais, humide et pluvieux, légèrement plus frais que dans le Cotentin.
Pour la période 1971-2000, la température annuelle moyenne est de 10,5 °C, avec une amplitude thermique annuelle de 12,4 °C. Le cumul annuel moyen de précipitations est de 943 mm, avec 12,7 jours de précipitations en janvier et 8,5 jours en juillet. Pour la période 1991-2020, la température moyenne annuelle observée sur la station météorologique la plus proche, située sur la commune d'Ectot-lès-Baons à 25 km à vol d'oiseau, est de 10,8 °C et le cumul annuel moyen de précipitations est de 905,5 mm,. Pour l'avenir, les paramètres climatiques de la commune estimés pour 2050 selon différents scénarios d'émission de gaz à effet de serre sont consultables sur un site dédié publié par Météo-France en novembre 2022.

## Urbanisme

### Typologie
Au 1er janvier 2024, Saint-Sylvain est catégorisée commune rurale à habitat dispersé, selon la nouvelle grille communale de densité à sept niveaux définie par l'Insee en 2022.
Elle est située hors unité urbaine. Par ailleurs la commune fait partie de l'aire d'attraction de Saint-Valery-en-Caux, dont elle est une commune de la couronne,. Cette aire, qui regroupe 17 communes, est catégorisée dans les aires de moins de 50 000 habitants,.
La commune, bordée par la Manche, est également une commune littorale au sens de la loi du 3 janvier 1986, dite loi littoral. Des dispositions spécifiques d’urbanisme s’y appliquent dès lors afin de préserver les espaces naturels, les sites, les paysages et l’équilibre écologique du littoral, tel le principe d'inconstructibilité, en dehors des espaces urbanisés, sur la bande littorale des 100 mètres, ou plus si le plan local d’urbanisme le prévoit.

### Occupation des sols
L'occupation des sols de la commune, telle qu'elle ressort de la base de données européenne d’occupation biophysique des sols Corine Land Cover (CLC), est marquée par l'importance des territoires agricoles (73,7 % en 2018), une proportion identique à celle de 1990 (73,7 %). La répartition détaillée en 2018 est la suivante : 
terres arables (72,4 %), espaces verts artificialisés, non agricoles (12,2 %), zones urbanisées (7,7 %), zones industrielles ou commerciales et réseaux de communication (5,8 %), prairies (1,4 %), zones humides côtières (0,5 %). L'évolution de l’occupation des sols de la commune et de ses infrastructures peut être observée sur les différentes représentations cartographiques du territoire : la carte de Cassini (XVIIIe siècle), la carte d'état-major (1820-1866) et les cartes ou photos aériennes de l'IGN pour la période actuelle (1950 à aujourd'hui).

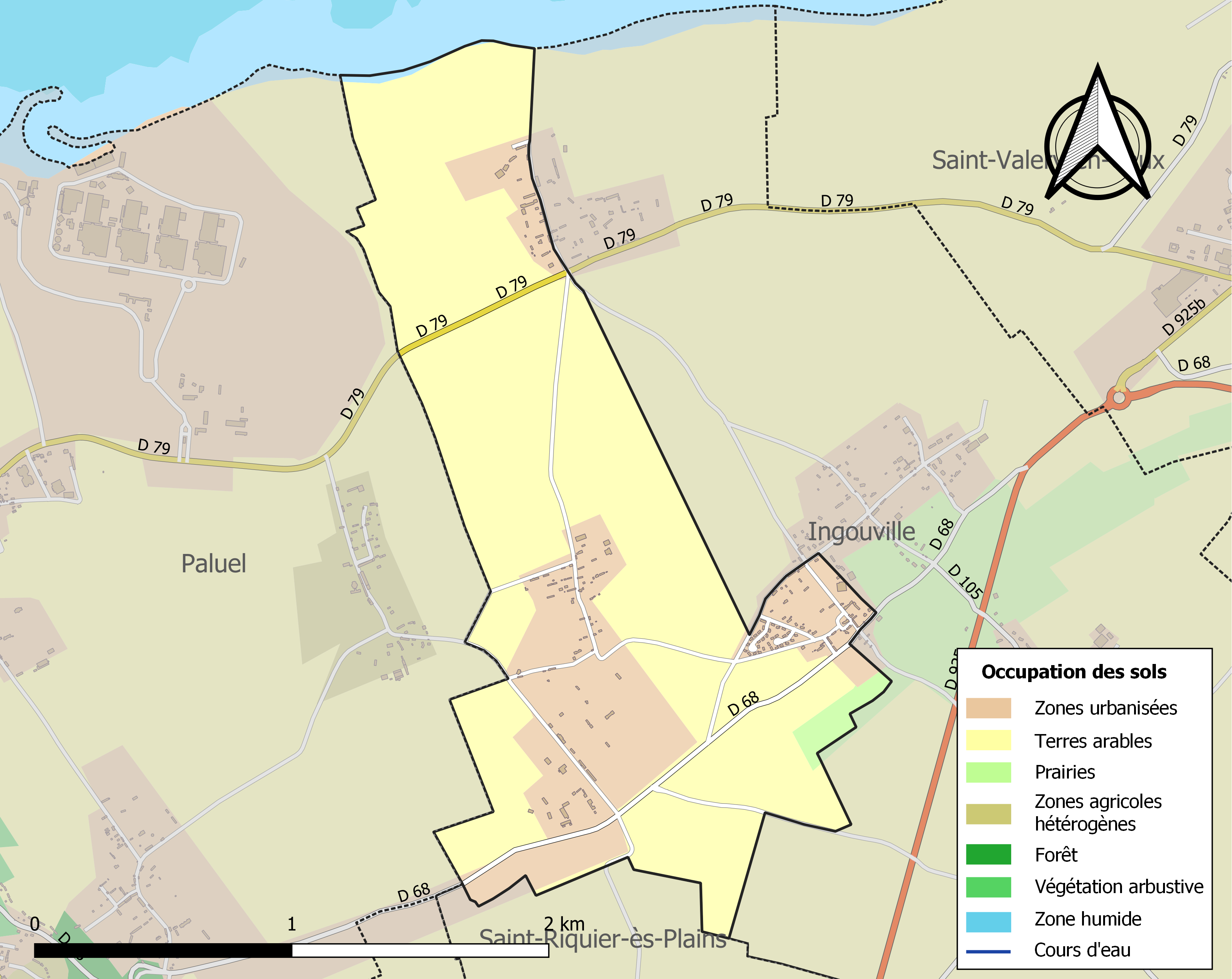
Carte des infrastructures et de l'occupation des sols de la commune en 2018 (CLC).

### Habitat et logement
En 2018, le nombre total de logements dans la commune était de 106, alors qu'il était de 100 en 2013 et de 94 en 2008.
Parmi ces logements, 74,8 % étaient des résidences principales, 11,2 % des résidences secondaires et 14 % des logements vacants. Ces logements étaient pour 100 % d'entre eux des maisons individuelles et pour 0 % des appartements.
Le tableau ci-dessous présente la typologie des logements à Saint-Sylvain en 2018 en comparaison avec celle de la Seine-Maritime et de la France entière. Une caractéristique marquante du parc de logements est ainsi une proportion de résidences secondaires et logements occasionnels (11,2 %) supérieure à celle du département (3,9 %) et à celle de la France entière (9,7 %). Concernant le statut d'occupation de ces logements, 68,7 % des habitants de la commune sont propriétaires de leur logement (57 % en 2013), contre 53 % pour la Seine-Maritime et 57,5 pour la France entière.
| Typologie                                               | Saint-Sylvain | Seine-Maritime | France entière |
| ------------------------------------------------------- | ------------- | -------------- | -------------- |
| Résidences principales (en %)                           | 74,8          | 88             | 82,1           |
| Résidences secondaires et logements occasionnels (en %) | 11,2          | 3,9            | 9,7            |
| Logements vacants (en %)                                | 14            | 8,1            | 8,2            |

## Toponymie
Le nom de la localité est attesté sous les formes Saint Selvin en 1319 Sanctus Silvinus en 1337, Saint Selvin en 1398, 1403 et 1422, Ecclesia Sancti Silvini en 1547 (État civil), Saint Sylvin en 1625, Saint Silvain en 1729, Saint Silvain en 1738, Saint Silvin en 1715, 1757 et 1788, Saint Sylvain en 1953.
Nom révolutionnaire : Le Bourg-sur-Mer.

## Politique et administration

### Rattachements administratifs et électoraux

#### Rattachements administratifs
La commune se trouve depuis 1926 dans l'arrondissement de Dieppe du département de la Seine-Maritime.
Elle faisait partie depuis 1793 du canton de Saint-Valery-en-Caux. Dans le cadre du redécoupage cantonal de 2014 en France, cette circonscription administrative territoriale a disparu, et le canton n'est plus qu'une circonscription électorale.

#### Rattachements électoraux
Pour les élections départementales, la commune fait partie depuis 2014 d'un nouveau  canton de Saint-Valery-en-Caux
Pour l'élection des députés, elle fait partie de la dixième circonscription de la Seine-Maritime.

### Intercommunalité
Saint-Sylvain est membre de la communauté de communes de la Côte d'Albâtre, un établissement public de coopération intercommunale (EPCI) à fiscalité propre créé initialement en 2001 et auquel la commune a transféré un certain nombre de ses compétences, dans les conditions déterminées par le code général des collectivités territoriales.

### Liste des maires
| Période                                  | Période                       | Identité                        | Étiquette | Qualité           |
| ---------------------------------------- | ----------------------------- | ------------------------------- | --------- | ----------------- |
| Les données manquantes sont à compléter. |                               |                                 |           |                   |
|                                          | 1962                          | Jules Lacuisse                  |           | Agriculteur       |
| 1962                                     | 1995                          | Marcel Lacuisse                 |           | Agriculteur       |
| 1995                                     | 2001                          | Yves de Belloy de Saint Liénard |           | Général           |
| mars 2001                                | 2014                          | Christian Saintobert            |           |                   |
| mars 2014                                | mai 2020                      | Jacques Chevalier               |           | Retraité agricole |
| mai 2020,                                | En cours (au 2 décembre 2020) | Sandrine Losay-Annebique        |           | Clerc de notaire  |

## Équipements et services publics
Saint-Sylvain accueille l'Aérodrome de Saint-Valery - Vittefleur ainsi qu'un terrain de tennis.

## Démographie

### Évolution démographique
L'évolution du nombre d'habitants est connue à travers les recensements de la population effectués dans la commune depuis 1793. Pour les communes de moins de 10 000 habitants, une enquête de recensement portant sur toute la population est réalisée tous les cinq ans, les populations de référence des années intermédiaires étant quant à elles estimées par interpolation ou extrapolation. Pour la commune, le premier recensement exhaustif entrant dans le cadre du nouveau dispositif a été réalisé en 2005.

En 2022, la commune comptait 135 habitants, en évolution de −25,41 % par rapport à 2016 (Seine-Maritime : +0,35 %, France hors Mayotte : +2,11 %).
| 1793 | 1800 | 1806 | 1821 | 1831 | 1836 | 1841 | 1846 | 1851 |
| ---- | ---- | ---- | ---- | ---- | ---- | ---- | ---- | ---- |
| 380  | 419  | 391  | 412  | 453  | 480  | 439  | 379  | 427  |

| 1856 | 1861 | 1866 | 1872 | 1876 | 1881 | 1886 | 1891 | 1896 |
| ---- | ---- | ---- | ---- | ---- | ---- | ---- | ---- | ---- |
| 367  | 351  | 350  | 338  | 294  | 258  | 269  | 275  | 234  |

| 1901 | 1906 | 1911 | 1921 | 1926 | 1931 | 1936 | 1946 | 1954 |
| ---- | ---- | ---- | ---- | ---- | ---- | ---- | ---- | ---- |
| 219  | 226  | 206  | 186  | 193  | 179  | 171  | 151  | 189  |

| 1962 | 1968 | 1975 | 1982 | 1990 | 1999 | 2005 | 2006 | 2010 |
| ---- | ---- | ---- | ---- | ---- | ---- | ---- | ---- | ---- |
| 194  | 191  | 157  | 178  | 223  | 212  | 187  | 185  | 185  |

| 2015 | 2020 | 2022 | - | - | - | - | - | - |
| ---- | ---- | ---- | - | - | - | - | - | - |
| 181  | 140  | 135  | - | - | - | - | - | - |

### Pyramide des âges
La population de la commune est relativement âgée.
En 2018, le taux de personnes d'un âge inférieur à 30 ans s'élève à 24,3 %, soit en dessous de la moyenne départementale (36,5 %). À l'inverse, le taux de personnes d'âge supérieur à 60 ans est de 37,9 % la même année, alors qu'il est de 26,0 % au niveau départemental.
En 2018, la commune comptait 90 hommes pour 76 femmes, soit un taux de 54,22 % d'hommes, largement supérieur au taux départemental (48,1 %).
Les pyramides des âges de la commune et du département s'établissent comme suit.
| Hommes | Classe d’âge | Femmes |
| ------ | ------------ | ------ |
| 0,0    | 90 ou +      | 3,1    |
| 5,3    | 75-89 ans    | 7,8    |
| 28,9   | 60-74 ans    | 31,3   |
| 18,4   | 45-59 ans    | 23,4   |
| 18,4   | 30-44 ans    | 15,6   |
| 9,2    | 15-29 ans    | 6,2    |
| 19,7   | 0-14 ans     | 12,5   |

| Hommes | Classe d’âge | Femmes |
| ------ | ------------ | ------ |
| 0,7    | 90 ou +      | 1,8    |
| 6,7    | 75-89 ans    | 9,6    |
| 16,7   | 60-74 ans    | 18     |
| 19,4   | 45-59 ans    | 19     |
| 18,5   | 30-44 ans    | 17,5   |
| 19,2   | 15-29 ans    | 17,4   |
| 18,9   | 0-14 ans     | 16,7   |

## Culture locale et patrimoine

### Lieux et monuments
La commune abrite un monument historique :
- Le château d'Anglesqueville-les-Murs construit vers 1694, inscrit par arrêté du 8 février 1991[29].

On peut également signaler :
- Église Saint-Sylvain des XIIIe et XVIe siècles
- Maison des moines du XVIe siècle, dépendance de l'Abbaye de Fécamp.

Saint-Sylvain compte un calvaire.
Plusieurs sentiers de randonnée relient la commune au sentier de grande randonnée GR122.

### Héraldique
| Blason de Saint-Sylvain (Seine-Maritime) | Blason  | D'azur au chevron d'or semé de trèfles de gueules, accompagné, en chef de deux lance d'argent et en pointe d'une tête d'homme du même, au chef aussi d'argent chargé d'un lion de gueules accosté de deux marteaux du même. |
| Blason de Saint-Sylvain (Seine-Maritime) | Détails | Le statut officiel du blason reste à déterminer. |

## Pour approfondir